# Rojales
Rojales község Spanyolországban, Alicante tartományban. Lakosainak száma 17 162 fő (2024). Rojales Algorfa, Almoradí, Benijófar, Daya Nueva, Formentera del Segura, Guardamar del Segura, San Fulgencio, Torrevieja és Los Montesinos községekkel határos.

## Népesség
A település lakosságának változását az alábbi diagram mutatja:
| Lakosok száma | 7954 | 11 657 | 15 987 | 20 510 | 21 583 | 18 824 | 17 622 | 16 963 | 15 978 | 17 162 |
|               | 2001 | 2004   | 2006   | 2009   | 2011   | 2014   | 2016   | 2019   | 2021   | 2024   |